# Смирнова, Наталия Александровна
Наталия Александровна Смирнова (4 января 1933, Ленинград — 3 марта 2023) — советский и российский химик, заведующая кафедрой физической химии СПбГУ, лауреат Государственной премии СССР, заслуженный работник высшей школы РФ, член-корреспондент Российской академии наук (1997).

## Биография
Родилась 4 января 1933 года в Ленинграде в семье военного инженера.
Во время войны была эвакуирована, вернулась в Ленинград в 1945 году. В 1950 году окончила среднюю школу с золотой медалью и поступила на химический факультет ЛГУ, где уже училась её старшая сестра Елена. Сёстры пошли по стопам матери, выпускницы МГУ, которая отдала химии много лет. Муж — архитектор Валентин Назаров.
В 1955 году окончила химический факультет ЛГУ, затем была аспирантура там же.
С 1959 по 1976 годы работала вначале младшим, а затем — старшим научным сотрудником Научно-исследовательского института химии ЛГУ, совмещая научную работу с преподаванием.
В 1961 году защитила кандидатскую, в 1973 году — докторскую диссертацию.
С 1976 года работала профессором кафедры физической химии Ленинградского (Санкт-Петербургского) университета, заведующая этой кафедрой (с 1997 года).
В 1997 году избрана членом-корреспондентом РАН.
Скончалась 3 марта 2023 года.

## Научная деятельность
Вела научные исследования в областях физической химии растворов, термодинамике фазовых равновесий, молекулярно-статистической теории флюидных систем, в последние годы особое внимание уделяла системам с надмолекулярной организацией.
В работах Н. А. Смирновой получили развитие молекулярно-статистические методы исследования растворов, сформулированы квазирешёточные модели однородных флюидов и поверхностных слоёв, учитывающие наличие в молекулах различных химических групп и позволяющие описывать локальную упорядоченность и ассоциацию;
- предложено новое уравнение состояния, основанное на дырочной квазихимической модели флюидной фазы в групповом варианте;
- уравнение успешно применяется для расчётов фазовых равновесий в сложных системах в широком диапазоне температур и давлений (в частности, для прогнозирования состояния нефтегазовых смесей);
- сформулированы варианты модели для описания свойств водно-органических растворов солей, а также растворимости газов, химически реагирующих с растворителем;
- экспериментально установлены закономерности структурного и фазового поведения широкого круга водно-органических растворов;
- изучены эффекты, возникающие при смешении поверхностно-активных веществ (ПАВ) и добавлении низкомолекулярных веществ; выявлены факторы, способствующие росту мицелл и повышению вязкости;
- впервые обнаружено изменение типа фазовых диаграмм систем полуполярное ПАВ—ионное ПАВ при изменении кислотности;
- проанализированы закономерности агрегации ионных жидкостей в водных растворах;
- разработаны оригинальные методы прогнозирования фазовых диаграмм многокомпонентных мицеллярных систем;
- расширены возможности квазихимической модели мицеллообразования, позволяющей рассчитывать размеры, форму и состав мицелл с учётом молекулярной архитектуры ПАВ, состава раствора и внешних условий;
- модель впервые применена для описания и прогнозирования мицеллообразования в водных растворах индивидуальных ионных жидкостей и их смесей с классическими ПАВ;
- методами компьютерного моделирования получена ценная, недоступная пока в физических опытах информация о молекулярной структуре мицеллярных агрегатов;
- в рамках феноменологического термодинамического подхода сформулирован подход к изучению многокомпонентных многофазных систем, позволивший существенно упростить их описание (благодаря предложенной в кандидатской диссертации концепции «гетерогенного жидкого комплекса»), получено обобщение правил Вревского на многофазные системы, предложено уравнение политермы взаимной растворимости жидкостей.

Автор более 280 печатных работ, в числе которых ряд монографий.
Читала курсы лекций по статистической термодинамике, физической химии, молекулярной теории растворов.
Под её руководством защищено 23 кандидатские и 4 докторские диссертации.

### Участие в научных организациях
- член Научного совета по химической термодинамике РАН и Научного совета РАН по коллоидной химии и физико-химической механике
- председатель секции физической и коллоидной химии Всероссийского химического общества имени Д. И. Менделеева
- член редакционных коллегий «Журнала физической химии», «Журнала прикладной химии» и журнала «Жидкие кристаллы».

## Основные публикации
- Методы статистической термодинамики в физической химии. М., 1973 (2-е изд. — 1982; пер. на польск. яз. — 1980, японск. яз. — 1989).
- Термодинамика разбавленных растворов неэлектролитов. Л., 1982 (в соавторстве).
- Молекулярные теории растворов. Л., 1987.
- Физическая химия. Теоретическое и практическое руководство: Учеб. пособие / Под ред. Б. П. Никольского. Л., 1987 (в соавторстве).
- Термодинамика равновесия жидкость—пар / Под ред. А. Г. Морачевского. Л., 1989 (в соавторстве).
- Quasilattice Equations of State for Molecular Fluids // IUPAC volume «Equations of State for Fluids and Fluid Mixtures» / Ed. by J. V. Sengers, M. V. Ewing, R. F. Kayser, C. J. Peters. Pt. I. Elsevier, 2000 (в соавторстве).
- Фазовое поведение и формы самоорганизации растворов смесей поверхностно-активных веществ (обзор) // Успехи химии. 2005. Т. 74. № 2.
- Межмолекулярные взаимодействия. Основные понятия. СПб., 2008 (в соавторстве).

## Награды
- Государственная премия СССР (1987)
- Почётное звание «Заслуженный работник высшей школы Российской Федерации» (1999)
- Орден Дружбы (2003)
- премия Санкт-Петербургского (Ленинградского) университета за лучшие научные работы года (1976, 1984 и 2004)
- Почётный профессор Санкт-Петербургского университета (2005)